# Bandplan
Bandplan lub Band Plan – rozdział lub przydział zakresów radiowych w krótkofalarstwie dla poszczególnych kategorii pozwoleń amatorskich.
Każdy bandplan definiuje szerokość zakresu częstotliwości, przydział kanałów i dozwolone typy nadawania na tych kanałach.

## Pasma amatorskie wedługUKE
Przydział częstotliwości na terenie Polski dla Służby Amatorskiej i Amatorskiej Służby Satelitarnej oraz rozporządzenia Urzędu Komunikacji Elektronicznej dotyczące tej służby.
Szczegółowy przydział częstotliwości określa rozporządzenie Rady Ministrów dotyczące Krajowej Tablicy Przeznaczeń Częstotliwości – Dz.U. z 2014 r. poz. 161.